# Уффе Еллеман-Єнсен
Уффе Еллеман-Єнсен (дат. Uffe Ellemann-Jensen; 1 листопада 1941 — 18 червня 2022) — данський політик, міністр закордонних справ Данії в адміністрації консерватора Поуля Шлютера з 1982 по 1993 рр. Він був лідером «Либеральної партії Данії Венстре» з 1984 по 1998 рр. та партії «Альянс лібералів та демократів за Європу» з 1995 по 2000 рр. З 1998 року Елемен-Єнсен посідає крісло голови Балтійського форуму розвитку, що є некомерційною ланкою організації, яка займається розвитком бізнесу у Прибалтійському регіоні.
Палка прихильність до НАТО та Європейського Союзу, яка базується на його впевненості в ідеї Західної єдності, призвела до численних політичних суперечок із лівою опозицією. Кілька разів опозиція намагалася скомпрометувати його політику щодо солідарності з НАТО, але невдало. Уффе Елеману-Єнсену вдалося переконати більшість у данському парламенті Фолькетинг у необхідності активної підтримки коаліції на чолі з США проти Іраку під час війни в Перській затоці. Щобільше, він ініціював визнання Данією незалежності трьох Балтійських країн у 1991 році, коли саме Данія першою встановила дипломатичні відносини з кожною із новостворених країн. У 1992 році разом зі своїм німецьким колегою Гансом-Дітріхом Геншером запропонував створення Ради держав Балтійського моря (CBSS) та Єврофакультету.
Після падіння правоцентристського керівництва, під час якого він також обіймав посаду заступника прем'єр-міністра, у 1993 році після «випадку Таміл», він очолював опозицію до загальних виборів у 1998 році, на яких йому не вистачило одного місця. Якби його партія отримала всього на 85 голосів більше, він міг би сформувати новий правоцентристський уряд як прем'єр-міністр. Після цього він вирішив піти з політики і його наступником на посаді лідера «Венстре» став Андерс Фог Расмуссен, який став прем'єр-міністром Данії у 2001 році.
Нова активна зовнішньополітична діяльність Данії продовжилась і після десятирічного перебування Еллеман-Єнсена на посаді міністра закордонних справ, та остаточно стала поворотною у данській закордонній та оборонній політиці. Відтоді вона носить назву «доктрина Еллемана-Єнсена».
У 1995 році Уффе Еллеман-Єнсен був кандидатом на посаду Генерального секретаря НАТО, коли Віллі Клаас був змушений скласти з себе ці обов'язки. Він отримав підтримку уряду США, але Франція відхилила його кандидатуру, віддавши свою прихильність іспанському кандидатові Хав'єру Солана. Уффе Еллеман-Єнсен ніколи не приховував свого розчарування щодо того, що він не отримав посаду, до якої прагнув протягом всієї своєї політичної кар'єри.
Залишивши політику, Уффе Еллеман-Єнсен став оглядачем данського щотижневика «Berlingske Tidende» та одним з інвесторів «Project Syndicate».
Еллеман-Єнсен став центральною постаттю у карикатурному скандалі, пов'язаному із публікацією данським щотижневим виданням «Jyllands-Posten» 12 сатиричних зображень пророка Мухаммеда у вересні 2005 року. У своїй колонці, через кілька днів після публікації карикатур, він стверджував, що вважає карикатури втіленням «непотрібних провокацій», вважаючи, що вони являють собою карикатуру на «дорогоцінну данську свободу слова». Еллеман-Єнсен дотримувався даних міркувань протягом усього конфлікту, однак підтримував позицію данського прем'єр-міністра щодо того, що уряд не має права і можливості застосування каральних мір по відношенню до видання.
Уффе Еллеман- Єнсен завжди захищав своє приватне життя. Тим не менш, всім добре відомо, що він є затятим мисливцем та рибалкою, а також автором кількох книг-бестселерів. Особливо тих, які описують період обіймання ним посади міністра закордонних справ та період холодної війни, саме вони принесли йому широке визнання та повагу критиків.
18 грудня 2002 року Уффе Еллеман-Єнсен був нагороджений Великим хрестом ордену Данеброг. Для політика, що не обіймав посади прем'єр-міністра у Данії це велика рідкість бути нагородженим Великим хрестом.
12 лютого 2010 року Уффе Еллеман-Єнсен отримав вищу нагороду Північної Македонії, Орден «8 вересня», за внесок у посилення дансько-македонських відносин та підтримку, що він її надавав Македонії у перші роки незалежності на початку 1990-х років.

## Особисте життя
Уффе Еллеман-Єнсен є сином колишнього члена Фолькетинга Єнса Петера Єнсена. У 1971 році він одружився з Алісою Вестергаард. Вони мають четверо дітей, серед яких Карен Еллеман.

## Опубліковані праці
- De nye millionærer (Нові мільйонери) — 1971 р.
- Det afhængige samfund (Залежне суспільство) — 1972 р.
- Hvad gør vi ved Gudenåen? (Що нам робити з Gudenåen) — 1973 р.
- Den truede velstand (Небезпечна заможність) — 1974 р.
- Økonomi (Економіка) — 1975 р.
- Da Danmark igen sagde ja til det fælles (Коли Данія знову сказала «так» громадськості) — 1987 р.
- Et lille land, og dog (Маленька країна, або, можливо, ні) — 1991 р.
- Olfert Fischer i Golfen (Ольферт Фішер у Перській затоці) — 1991 р., з Св. І.С'єде
- Din egen dag er kort (Ваш власний день — короткий) — 1996 р.
- Rent ud sagt — indfald og udfald (Відверта розмова — ідеї та загрози) — 1997 р.
- Sådan set (Спосіб говорити) — 1997 р. з Еріком Вернером
- EU — derfor (ЄС — причина) — 1998 р.
- Ude med snøren (Коли закінчилась риболовна леска) — 2001 р.
- Østen for solen (Схід сонця) — 2002 р.
- FODfejl (Входячи у це) — 2004 р.